# علی هزاره
علی هزاره معاون نخست‌وزیر و وزیر مشاور و رئیس سازمان برنامه بود.
هزاره در کابینهٔ سوم امیرعباس هویدا پیش از عبدالمجید مجیدی وزیر مشاور رئیس سازمان برنامه بود.